# Joseba Albizu
Pour les articles homonymes, voir Albizu et Lizaso (homonymie).
Joseba Albizu Lizaso (né le 6 juillet 1978 à Azpeitia) est un coureur cycliste espagnol, professionnel de 2003 à 2006.

## Biographie
Il passe professionnel en 2003 au sein de l'équipe italienne Mercatone Uno-Scanavino. Il remporte cette année-là le Tour du Frioul, sa seule victoire chez les professionnels.
En 2004, il rejoint l'équipe Euskaltel-Euskadi et participe au Tour d'Espagne, son seul grand tour, qu'il ne termine pas.
Il est victime d'un accident de la circulation en octobre 2004 dans lequel son ami Jokin Ormaetxea, coureur de l'équipe Paternina-Costa de Almería, est tué quand leur voiture est sortie de la route.
Il arrête sa carrière professionnelle en 2006. Après sa retraite, il participe à des épreuves d'endurance, notamment en VTT, avec l'équipe amateur MMR Powerade.
En 2018, en VTT, il devient champion d'Europe d'ultra cross-country marathon.

## Palmarès sur route

### Palmarès amateur
- 2001
  - Tour du Goierri
  - 2e du Circuito Guadiana
- 2002
  - Vainqueur du Torneo Euskaldun
  - Laudio Saria
  - Tour de Tenerife
  - 2e de la San Martín Proba
  - 2e du Baby Giro
  - 2e du San Bartolomé Saria
  - 3e de la Subida a Gorla

### Palmarès professionnel
- 2003
  - Tour du Frioul
  - 2e du Grand Prix Nobili Rubinetterie

### Résultat sur le Tour d'Espagne
1 participation
- 2004 : abandon (12e étape)

## Palmarès en VTT
- Vielha 2018
  -  Champion d'Europe d'ultra cross-country marathon
- Vielha 2019
  -  Médaillé d'argent du championnat d'Europe d'ultra cross-country marathon